# Louisa (Virgínia)
Louisa é uma cidade  localizada no estado norte-americano de Virginia, no Condado de Louisa.

## Demografia
Segundo o censo norte-americano de 2000, a sua população era de 1401 habitantes.
Em 2006, foi estimada uma população de 1537, um aumento de 136 (9.7%).

## Geografia
De acordo com o United States Census Bureau tem uma área de
4,7 km², dos quais 4,7 km² cobertos por terra e 0,0 km² cobertos por água. Louisa localiza-se a aproximadamente 103 m acima do nível do mar.

## Localidades na vizinhança
O diagrama seguinte representa as localidades num raio de 36 km ao redor de Louisa.